# Despotovac

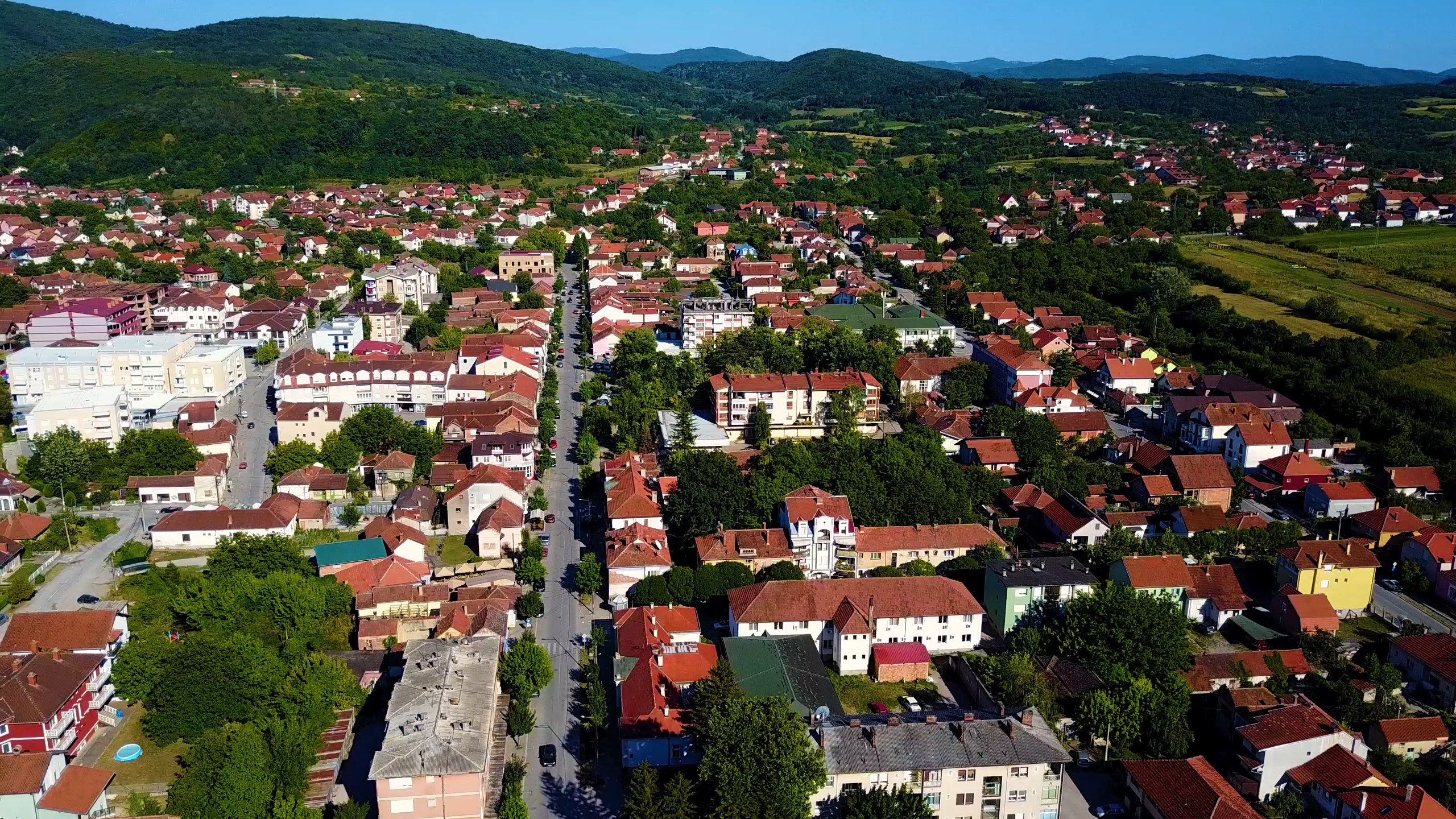
Despotovac rue centrale PHOTO prise en 08/2017

Despotovac (en serbe cyrillique : Деспотовац) est une ville et une municipalité de Serbie situées dans le district de Pomoravlje. Au recensement de 2011, la ville comptait 4 212 habitants et la municipalité dont elle est le centre 22 995.

## Géographie
Despotovac est située à l'est de la Serbie, à 130 km au sud-est de Belgrade. La partie orientale de la municipalité se situe sur les contreforts des monts Kučaj et Beljanica, riches en forêts et en mines, et présente un relief accidenté ; on y trouve de nombreuses grottes, dont la principale est la grotte de Resava (en serbe cyrillique : Ресавска пећина). La partie la plus occidentale de la municipalité forme une plaine qui se prolonge vers l'ouest en direction de la Morava. L'altitude de la région est comprise entre 130 m et 1 336 m au mont Beljanica. La rivière Resava, un affluent droit de la Morava, traverse la municipalité et la ville et donne son nom à la région de Resava dans laquelle se trouve la ville. Sur son parcours, la rivière forme un certain nombre de gorges. Près du village de Dvorište, cette rivière reçoit les eaux de la Moravica, son principal affluent.

## Histoire

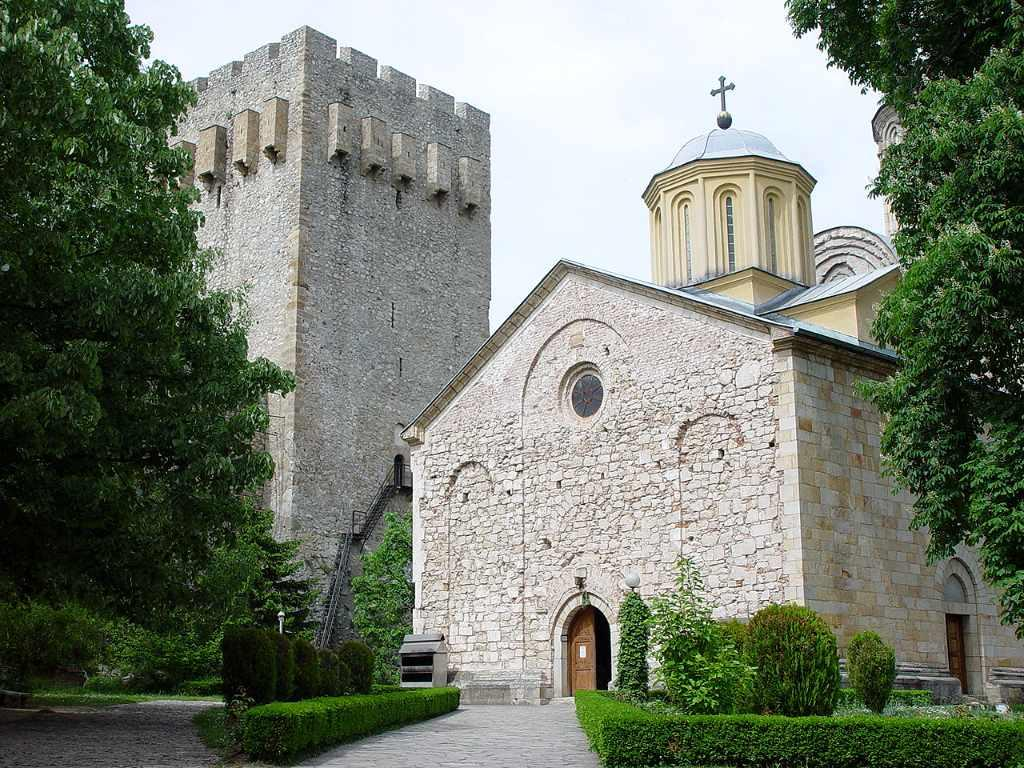
Le monastère de Manasija

Au VIIe siècle, le territoire de l'actuelle municipalité de Despotovac fut peuplée par les Slaves. Après la bataille de Kosovo Polje en 1389, le centre de l'État serbe se déplaça vers le nord et la région de la Resava devint alors un grand centre de culture et de spiritualité. Le monastère de Manasija, fondé par le despote serbe Stefan Lazarević entre 1407 et 1418, témoigne de l'importance de la région au début du XVe siècle.
La ville de Despotovac, quant à elle, est mentionnée pour la première fois en 1381 sous le nom de Voinci ou Vojnik dans une charte du prince Lazar. Après la chute du despotat de Serbie en 1459, la ville passa sous la domination de l'Empire ottoman comme le reste du pays. Selon un document autrichien daté de 1783, Vojnik (Despotovac) comptait 30 foyers chrétiens. Redevenue serbe après le premier et le second soulèvement contre les Ottomans, la ville prit le nom de Despotovac en 1882, en hommage au despote Stefan Lazarević. Au XIXe siècle, la ville dut son développement à l'exploitation des forêts et des mines du secteur. La mine de charbon Rembas fut découverte en 1849 et devint l'une des plus importantes de Serbie.

## Localités de la municipalité de Despotovac

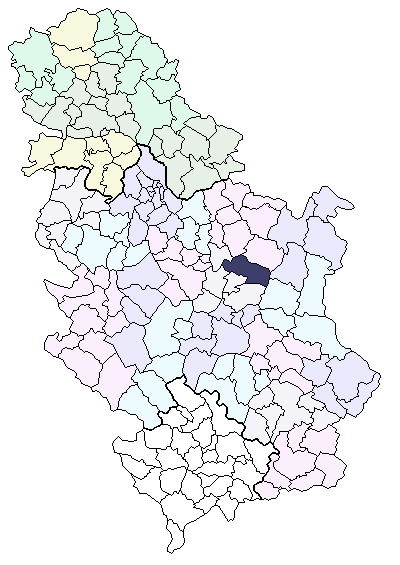
Localisation de la municipalité de Despotovac en Serbie

La municipalité de Despotovac compte 33 localités :
| - Balajnac - Bare - Beljajka - Bogava - Brestovo - Bukovac - Veliki Popović - Vitance - Vojnik - Grabovica - Dvorište | - Despotovac - Židilje - Zlatovo - Jasenovo - Jezero - Jelovac - Lipovica - Lomnica - Makvište - Medveđa - Miliva - Panjevac - Plažane - Popovnjak - Ravna Reka - Resavica - Resavica (selo) - Senjski Rudnik - Sladaja - Stenjevac - Strmosten - Trućevac |

Despotovac et Resavica sont officiellement classées parmi les « localités urbaines » (en serbe : градско насеље et gradsko naselje) ; toutes les autres localités sont considérées comme des « villages » (село/selo).

## Démographie

### Ville

#### Évolution historique de la population dans la ville
| 1948  | 1953  | 1961  | 1971  | 1981  | 1991  | 2002  | 2011  |
| ----- | ----- | ----- | ----- | ----- | ----- | ----- | ----- |
| 1 513 | 1 282 | 1 671 | 2 308 | 3 268 | 4 170 | 4 363 | 4 212 |

### Municipalité

#### Évolution de la population dans la municipalité
| 1948   | 1953   | 1961   | 1971   | 1981   | 1991   | 2002   | 2011   |
| ------ | ------ | ------ | ------ | ------ | ------ | ------ | ------ |
| 33 262 | 36 509 | 38 389 | 36 553 | 35 690 | 33 869 | 25 611 | 22 995 |

## Politique

### Élections locales de 2004
À la suite des élections locales serbes de 2004, les 48 sièges de l'assemblée municipale de Despotovac se répartissaient de la manière suivante :
| Parti                        | Sièges |
| ---------------------------- | ------ |
| Parti démocratique           | 9      |
| Parti démocratique de Serbie | 9      |
| Serbie unie                  | 9      |
| Parti socialiste populaire   | 7      |
| Nouvelle Serbie              | 3      |
| Parti libéral                | 3      |
| Parti radical serbe          | 3      |
| Parti socialiste de Serbie   | 3      |
| Mouvement serbe du renouveau | 2      |

Miroslav Pavković, membre du Parti progressiste serbe (SNS), a été élu président (maire) de la municipalité.

### Élections locales de 2008
À la suite des élections locales serbes de 2008, les 42 sièges de l'assemblée municipale de Despotovac se répartissaient de la manière suivante :
| Parti                                                                         | Sièges |
| ----------------------------------------------------------------------------- | ------ |
| Parti démocratique                                                            | 21     |
| Parti radical serbe                                                           | 8      |
| Parti socialiste de Serbie - Parti des retraités unis de Serbie - Serbie unie | 5      |
| Parti démocratique de Serbie                                                  | 4      |
| G17 Plus                                                                      | 4      |

Mališa Alimpijević, membre du Parti démocratique du président Boris Tadić, a été élue présidente de la municipalité. Elle a conduit la liste Pour une Serbie européenne, soutenue par le président Tadić et composée du Parti démocratique et du parti G17 Plus.

## Tourisme
Par ses richesses naturelles, la région de Despotovac offre des possibilités pour le tourisme. Les monts Beljanica, notamment, sont adaptés pour la randonnée. L'association Gornja Resava, « Haute Resava » dispose de plusieurs centaines d'hectares dévolus à la chasse ; les forêts et les montagnes du secteur sont particulièrement giboyeuses ; on y trouve le faisan, la perdrix, la caille et le canard sauvage, ainsi que des lapins, des blaireaux et des chats sauvages. Parmi le gros gibier figurent le sanglier, le cerf, le loup et le renard. La Resava est riche en poissons comme la truite de rivière. La grotte de Resava constitue également un site naturel apprécié des touristes.
Parmi les monuments culturels les plus intéressants de la municipalité de Despotovac figure le monastère de Manasija, fondé par le despote serbe Stefan Lazarević entre 1407 et 1418. Près du village de Medveđa se trouvent les vestiges de la ville romaine d'Idimum, détruite lors de la grande invasion des Huns au Ve siècle.
À proximité de Resavica, au village de Senjski Rudnik, se trouve le Musée de l'exploitation houillère de Serbie (Muzej ugljarstva Srbije), qui a ouvert ses portes en 1980. Sur 550 m2 est présentée l'évolution des techniques minières dans le pays, principalement autour de l'extraction de la houille. Un projet auquel pourrait participer l'Union européenne à hauteur de 1,5 million de dollars et présenté par le ministère serbe de la Culture Nebojša Bradić, a été élaboré pour transformer la mine de Senjski Rudnik en écomusée.